# RET (entreprise)
Pour les articles homonymes, voir RET.
Rotterdamse Elektrische Tram N.V. (RET, en français : « Tramway électrique de Rotterdam ») est l'entreprise chargée des transports en commun dans la ville et l'agglomération de Rotterdam. Depuis 2007, elle a le statut d'une naamloze vennootschap. Elle est la propriété de la municipalité de Rotterdam et de la région métropolitaine de Rotterdam-La Haye. Au côté de HTM Personenvervoer, elle exploite également le réseau RandstadRail.

## Histoire
Fondé en 1927, RET est l'opérateur principal de transport public urbain dans Rotterdam et sa région urbaine. Il est géré par la municipalité de Rotterdam et sa région métropolitaine. Il exploite les lignes d'autobus, de métro, de tramway et les transbordeurs.
Jusqu'au 29 janvier 2009, RET utilise pleinement le système tarifaire national (nationale vervoerbewijzen), comme d'autres entreprises de transports urbains néerlandaises. Depuis 2010, le métro n'est accessible qu'avec une carte de paiement chargeable et dédiée, l'OV-chipkaart, utilisable dans l'ensemble des Pays-Bas.

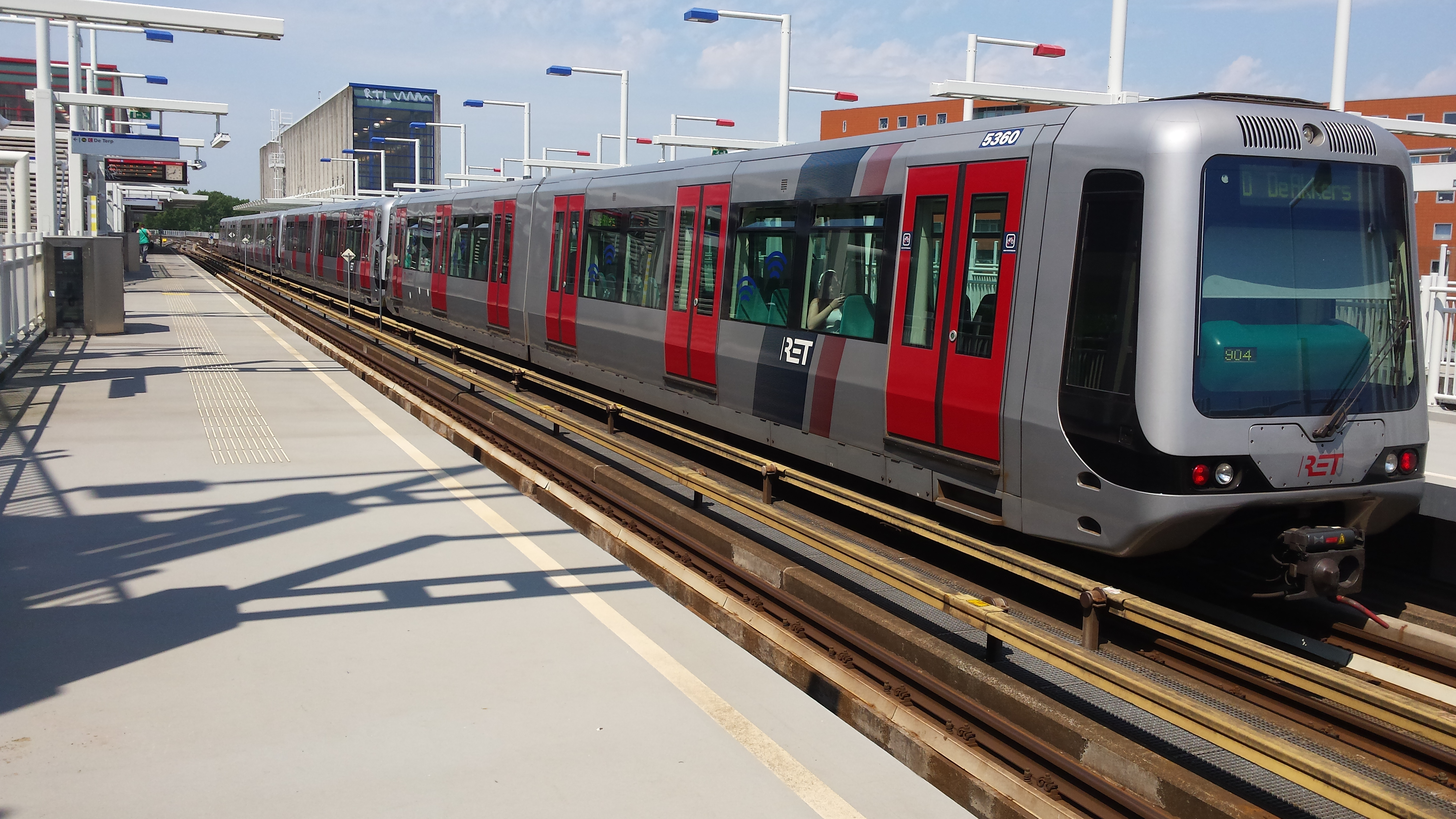
Métro du RET.
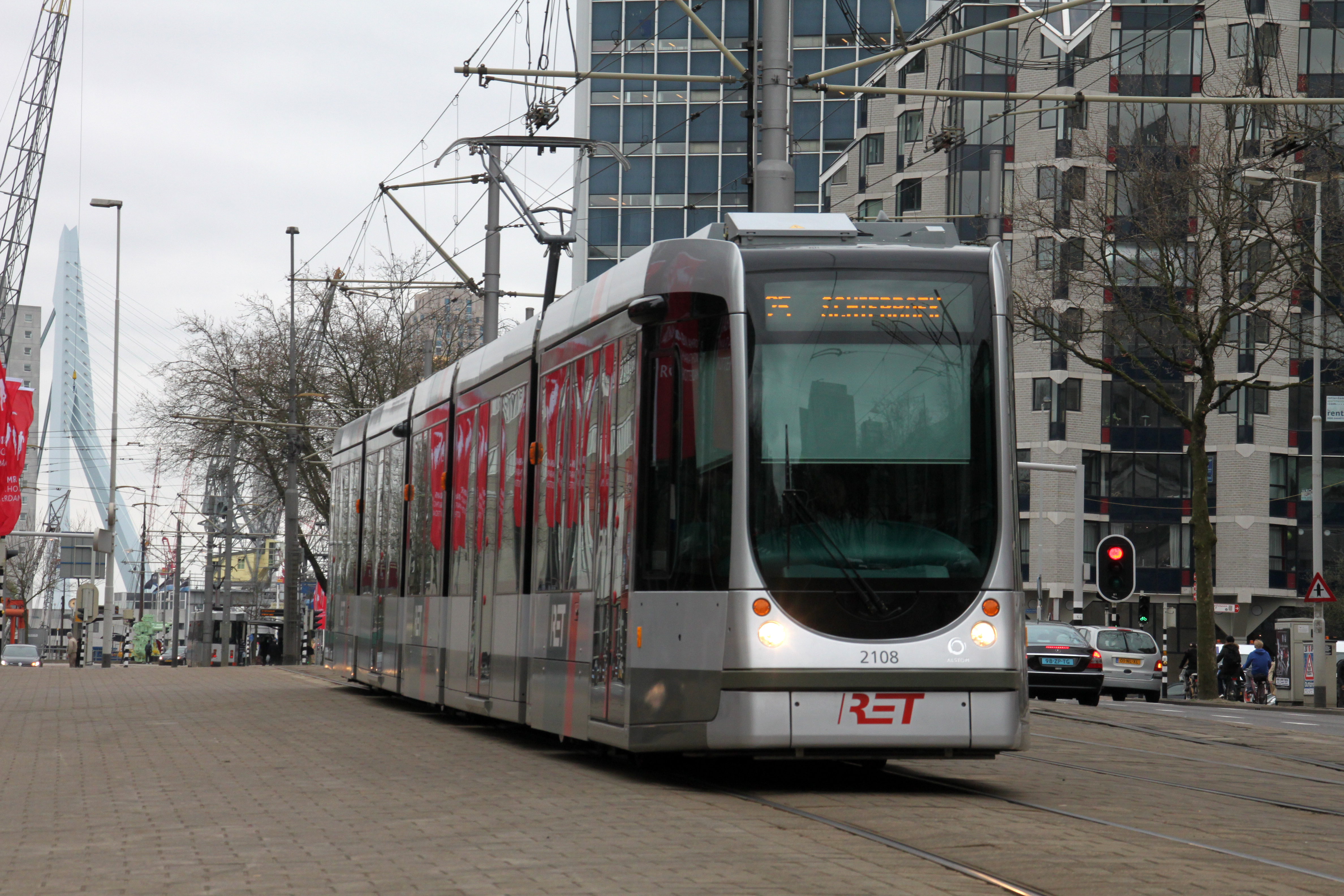
Tramway du RET.
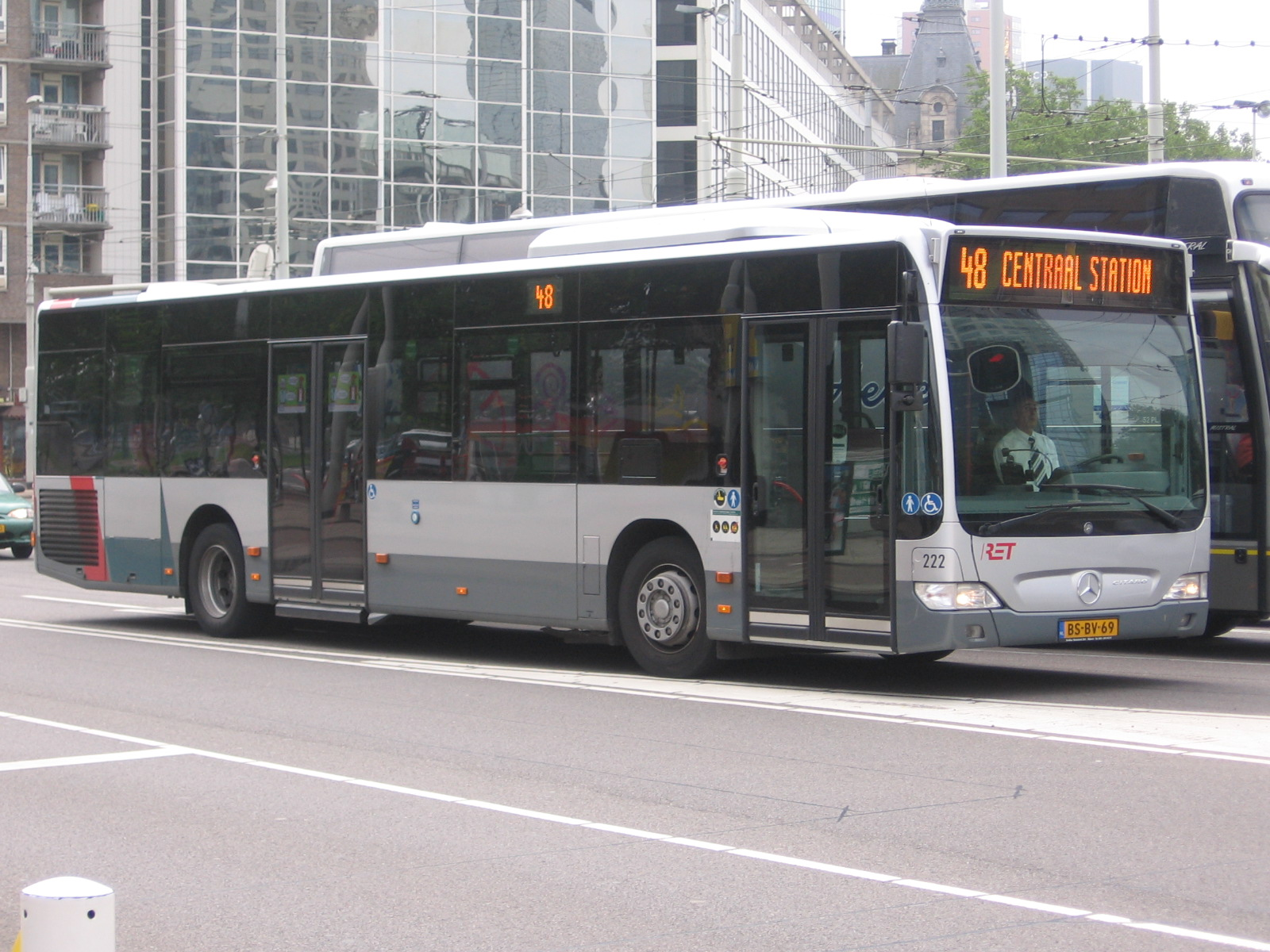
Autobus du RET.